# Sudair
Encontre fontes: ABW  •  CAPES  •  Google (notícias • livros • acadêmico)
- Este artigo foi inicialmente traduzido, total ou parcialmente, do artigo da Wikipédia em inglês cujo título é «Sudair».

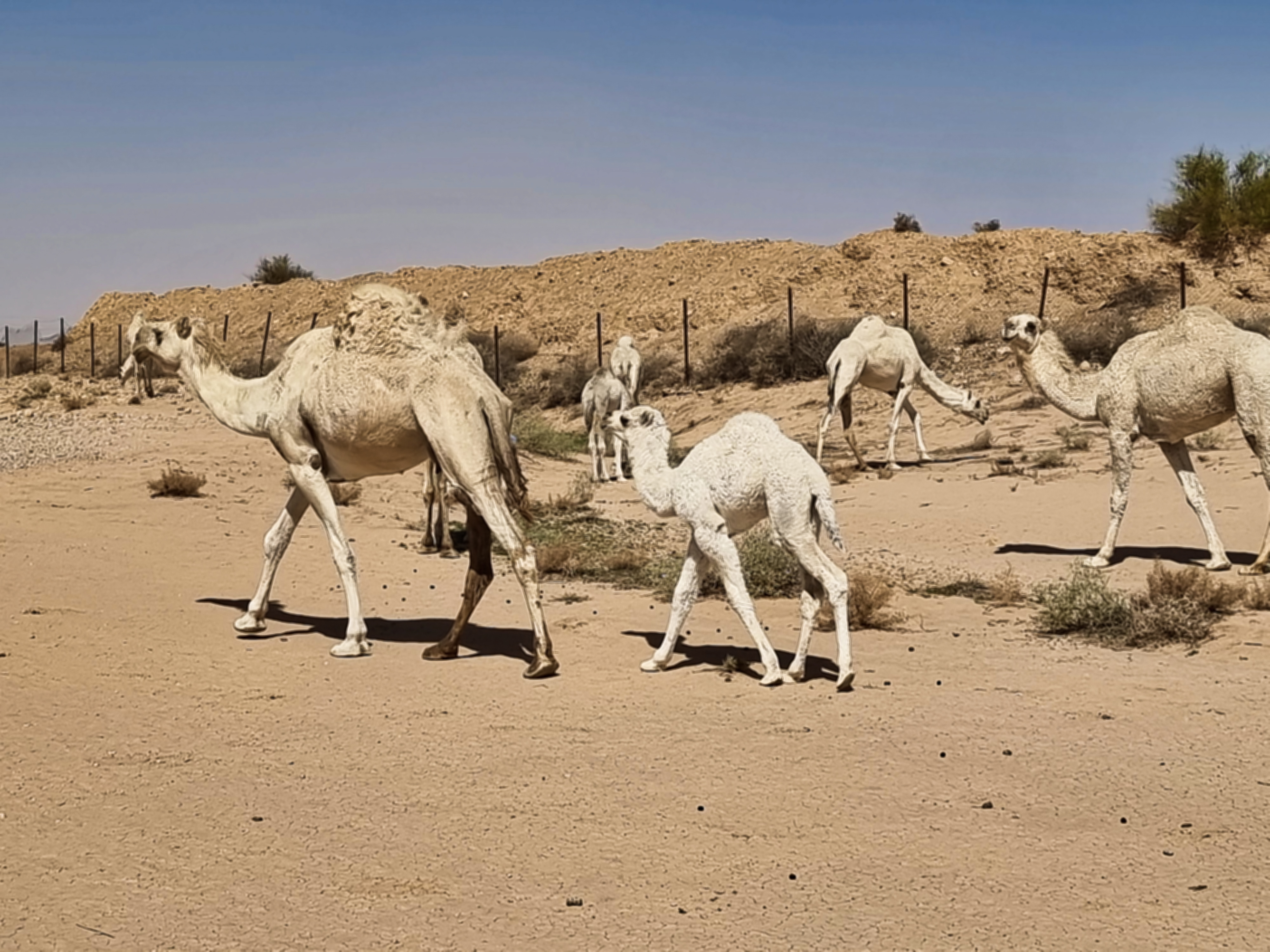
Camelos perto da cidade de al-Khutayma, em Sudair

Sudair ou Sudayr (em árabe: سدير ) é uma região histórica em Najd, no leste da Arábia Saudita, e está localizada a aproximadamente 150 km ao norte da capital saudita, Riade. A região fica em um vale diretamente a leste da escarpa Tweig, que atravessa Najd começando em Sudair no norte e terminando perto de Wadi ad-Dawasir no sul.
Antes da era moderna, a região, como a maioria das outras em Najd, dependia da capacidade do vale de reter a água da chuva e seu povo subsistia principalmente do cultivo de grãos e tâmaras. A variedade local de tâmaras é conhecida como kudry  e tem uma cor mais escura e um sabor mais forte do que outras variedades de tâmaras cultivadas no país. Classificado como de baixa qualidade localmente, o kudry é altamente valorizado no exterior.
As cidades e aldeias de Sudair incluem Al Majma'ah (capital da região), Al-Janobiyah, Hautat Sudair, Arrawdah, Addakhlah, Al-Ma'ashbah, Jalajil, Tumair, Al-Khotamah, Attwaim, Oshairah, al Awdah, Attar, Junaif e Al Hayer .
Um complexo petroquímico de grande porte foi construído na região, chamado de Cidade Industrial de Sudair. 